# 塔城乡 (南昌县)
塔城乡，是中华人民共和国江西省南昌市南昌县下辖的一个乡镇级行政单位。

## 行政区划
塔城乡下辖以下地区：
塔城街社区、东游村、塔城村、芳湖村、秋溪村、闹上村、南洲村、凤岗村、湖陂村、青岚村和北洲村。